# Leichtmetalle
Als Leichtmetalle werden allgemein Metalle und Legierungen bezeichnet, deren Dichte unter 5,0 g/cm³ liegt. Alle anderen Metalle sind Schwermetalle. Magnesium ist mit einer Dichte von 1,738 g/cm³ (20 °C) das leichteste Nutzmetall. Im technischen Bereich sind vor allem Aluminium, Magnesium, Titan sowie in geringem Umfang Beryllium und Lithium im Gebrauch – sowie weitere Elemente als Legierungselemente in geringer Konzentration. Die Verarbeitung metallischer Werkstoffe erfolgt bei Leichtmetallen grundsätzlich wie bei anderen Metallen auch.

## Liste der Leichtmetalle
Eine vollständige Liste der Leichtmetall-Elemente mit ihren Dichten bei 20 °C:

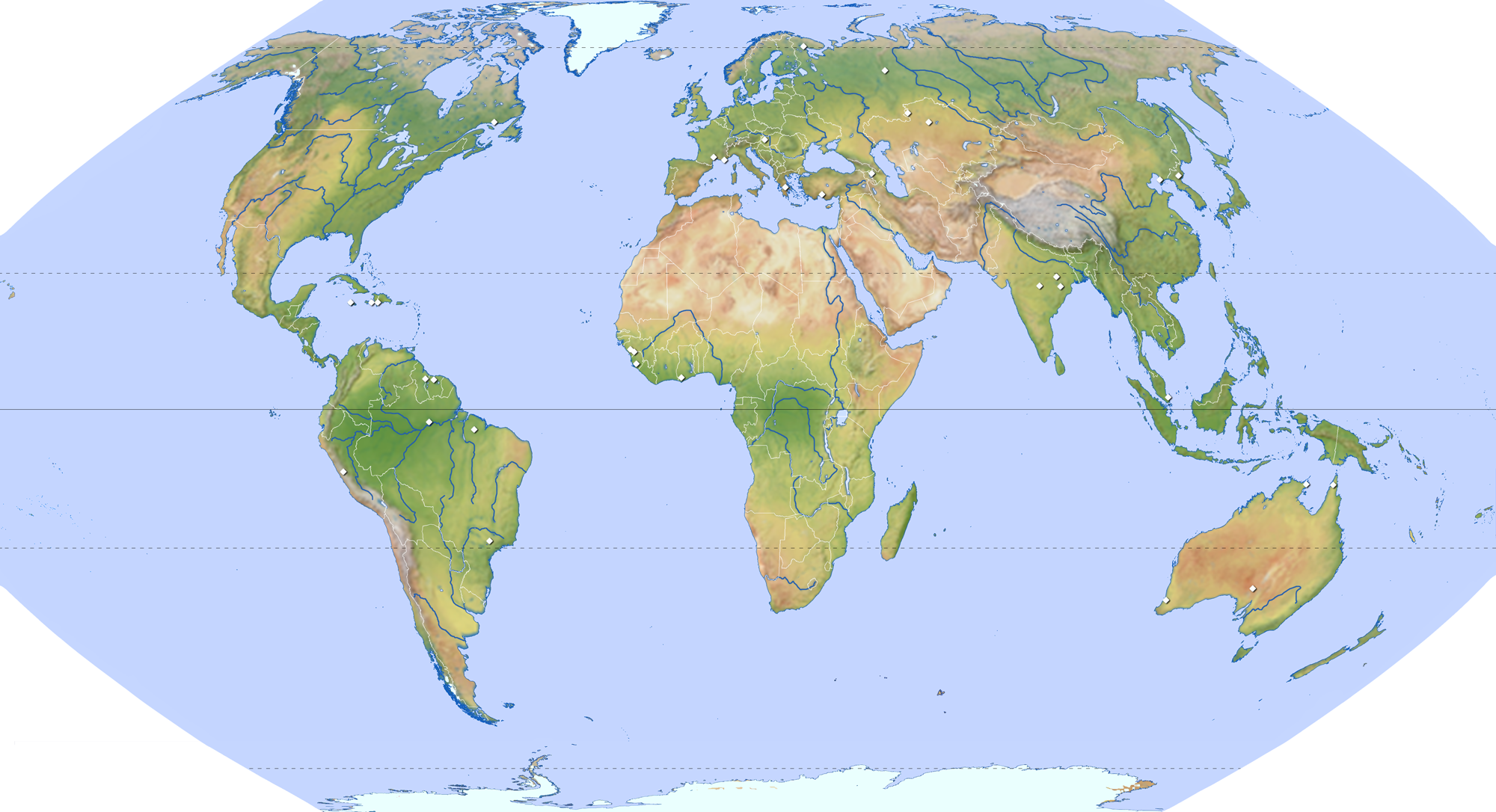
◈ Wo werden Leichtmetalle gefördert?
Wenn Sie eine detailliertere Weltkarte zum Bergbau „frei verschiebbar“ im Großformat (5,6 MB) betrachten möchten, folgen Sie diesem Link

| Periode des Perioden- systems |
| 1                             |
| 2                             |
| 3                             |
| 4                             |
| 5                             |
| 6                             |
| 7                             |

| Alkali- metalle | Dichte in g/cm³ |
|                 |                 |
| Lithium         | 0,53            |
| Natrium         | 0,97            |
| Kalium          | 0,86            |
| Rubidium        | 1,53            |
| Caesium         | 1,90            |
| Francium        | 1,87            |

| Erdalkali- metalle | Dichte in g/cm³ |
|                    |                 |
| Beryllium          | 1,85            |
| Magnesium          | 1,74            |
| Calcium            | 1,54            |
| Strontium          | 2,63            |
| Barium             | 3,65            |
|                    |                 |

| Scandium- gruppe | Dichte in g/cm³ |
|                  |                 |
|                  |                 |
|                  |                 |
| Scandium         | 2,99            |
| Yttrium          | 4,47            |
|                  |                 |
|                  |                 |

| Titan- gruppe | Dichte in g/cm³ |
|               |                 |
|               |                 |
|               |                 |
| Titan         | 4,50            |
|               |                 |
|               |                 |
|               |                 |

| Bor- gruppe | Dichte in g/cm³ |
|             |                 |
|             |                 |
| Aluminium   | 2,70            |
|             |                 |
|             |                 |
|             |                 |
|             |                 |

## Leichtmetallbrände
Beim Löschen von Bränden von Leichtmetallen muss beachtet werden, dass dazu kein Wasser verwendet werden darf. Leichtmetalle wie Alkali- und Erdalkalimetalle neigen dazu, mit Wasser sehr heftig unter Bildung von Alkalimetallhydroxiden und Freisetzung von Wasserstoff zu reagieren. Im Falle eines Löschversuchs mit Wasser könnte sich der freiwerdende Wasserstoff entzünden und es käme unter Umständen zu Explosionen (Knallgasbildung mit Luftsauerstoff). Dabei steigt die Reaktivität vom Lithium zum Caesium, bzw. Beryllium zum Barium, stark an. Ab dem Kalium erfolgt Selbstentzündung.
Zudem verbrennen viele Leichtmetalle, z. B. Magnesium und Aluminium, bei sehr hohen Temperaturen.
Wasser zersetzt sich hierbei thermisch zu Wasserstoff und Sauerstoff, was ebenfalls zu einer explosionsartigen Brandausbreitung führt.
Auch wasserhaltige Löschmittel, wie etwa Löschschaum, verbieten sich aus diesen Gründen.
Andere Löschmittel zeigen bei Leichtmetallbränden häufig keine Wirkung, denn Magnesium brennt auch unter Kohlendioxidatmosphäre weiter, indem es dem Kohlendioxid den Sauerstoff entzieht.
Normale Löschpulver eignen sich ebenfalls nicht für Leichtmetallbrände.
Als Löschmittel können dienen:
- Metallbrandpulver
- trockenes Kochsalz
- Edelgase

## Weiterführende Literatur
- H. Ginsberg: Leichtmetallanalyse. Walter de Gruyter & Co., Berlin 1941 (Reihe Arbeitsmethoden der modernen Naturwissenschaften).